# Taubenturm (La Magdelaine-sur-Tarn)

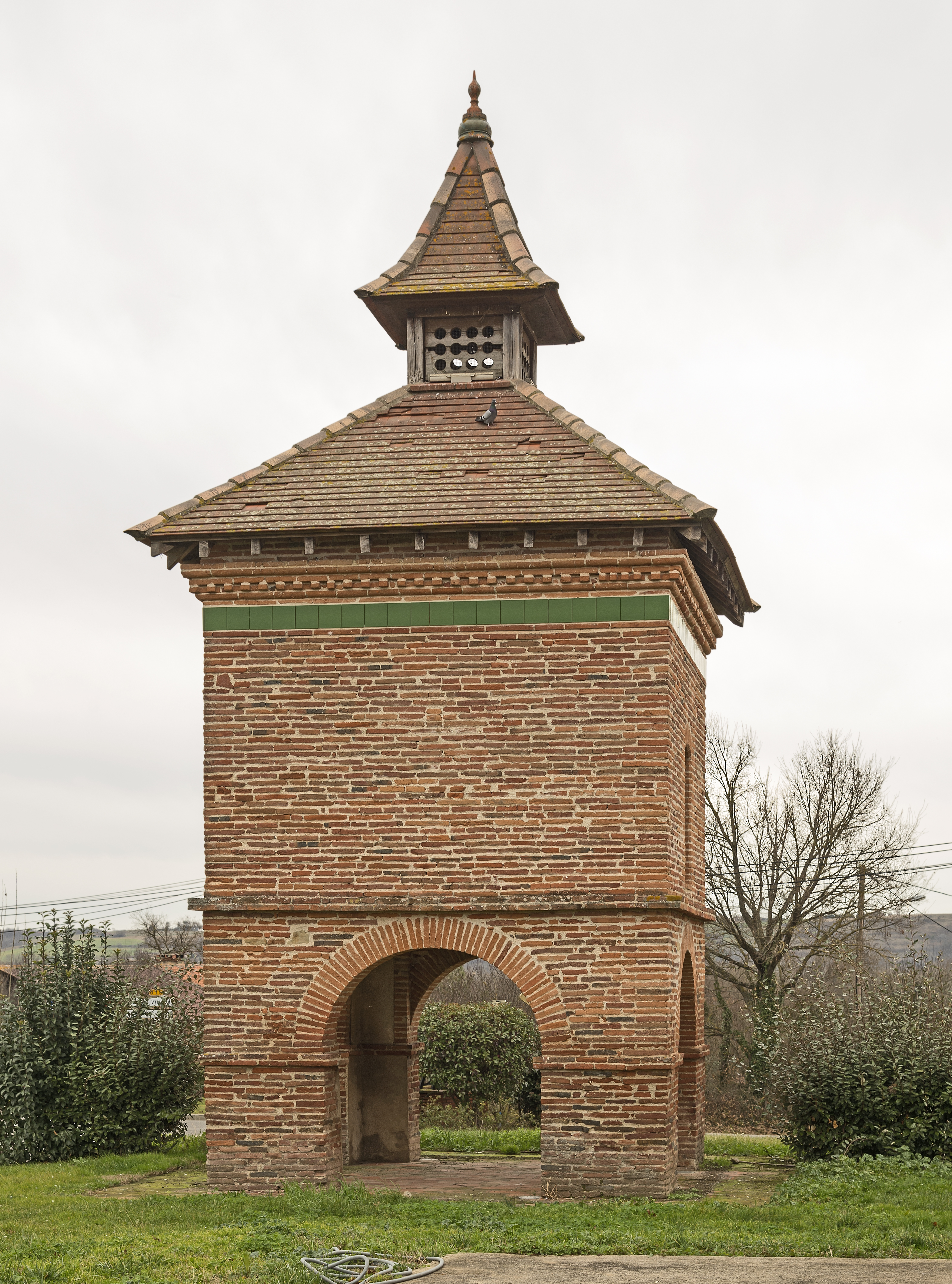
Taubenturm in La Magdelaine-sur-Tarn

Der Taubenturm (französisch colombier oder pigeonnier) in La Magdelaine-sur-Tarn, einer französischen Gemeinde im Département Haute-Garonne in der Region Okzitanien, wurde im 18. Jahrhundert errichtet. 
Der rechteckige Taubenturm aus Ziegelmauerwerk ist im Erdgeschoss durch vier Rundbögen geöffnet. Unterhalb des Pyramidendaches verläuft ein Fries. Das Gebäude wird von einer Laterne bekrönt.